# Amphicerus cornutus
Amphicerus cornutus es una especie de escarabajo del género Amphicerus, categorizada en la tribu Bostrichini, de la familia Bostrichidae. Fue descrita por Pallas en 1772.
Se distribuye por el Caribe, Europa y norte de Asia (excepto China), América Central, América del Norte, Oceanía y América del Sur.